# 新莫夏尼齊亞
50°19′47″N 26°4′7″E / 50.32972°N 26.06861°E
新莫夏尼齊亞（羅馬化：Nova Moshchanytska）是位於烏克蘭西北部里夫內州裏里夫內區的村莊，始建於1915年，面積28.6平方公里，海拔高度310米，2001年人口850，人口密度每平方公里29.7人。